# Variations sur le même t’aime
| Оценки критиков | Оценки критиков |
| Источник        | Оценка          |
| --------------- | --------------- |
| AllMusic        | [ 1 ]           |

Variations sur le même t’aime — второй альбом французской певицы Ванессы Паради. Вышел в апреле 1990 года.
Для записи этого диска Паради воссоединилась с продюсером Франком Лангольфом, с которым работала над первым альбомом. Тексты ко всем песням на этот раз написал Серж Генсбур, а музыку как, и раньше, сам Лангольф.
Том Демалон в ретроспективной рецензии для сайта AllMusic даёт этому альбому только три звезды из пяти. «Вокал Паради тоненький и достаточно приятный», — пишет он, но треки вроде «Au charme non plus» и «Amour jamais» — это, по его мнению, просто довольно скучный, хоть и качественный, дэнс-поп. Гитара на треке «L’amour en soi» показалась ему неприкрытым подражанием американке Джанет Джексон с её песней «Black Cat».
На этот альбоме Ванесса исполняет кавер на песню Лу Рида «Walk on the Wild Side». Данный трек не подвергся гладкой звуковой обработке, как остальной альбом, и за счёт этого выделяется. В прочтении Ванессы эта вещь показалась рецензенту интересной и очаровательной, но «вряд ли способной кого-нибудь заставить забыть оригинал».
Тем не менее альбом был коммерчески успешен. Во Франции он достиг 6-го места в чарте и по продажам стал платиновым.